# Sigmodon
Sigmodon là một chi động vật có vú trong họ Cricetidae, bộ Gặm nhấm. Chi này được Say and Ord miêu tả năm 1825. Loài điển hình của chi này là Sigmodon hispidus Say and Ord, 1825.

## Hình ảnh

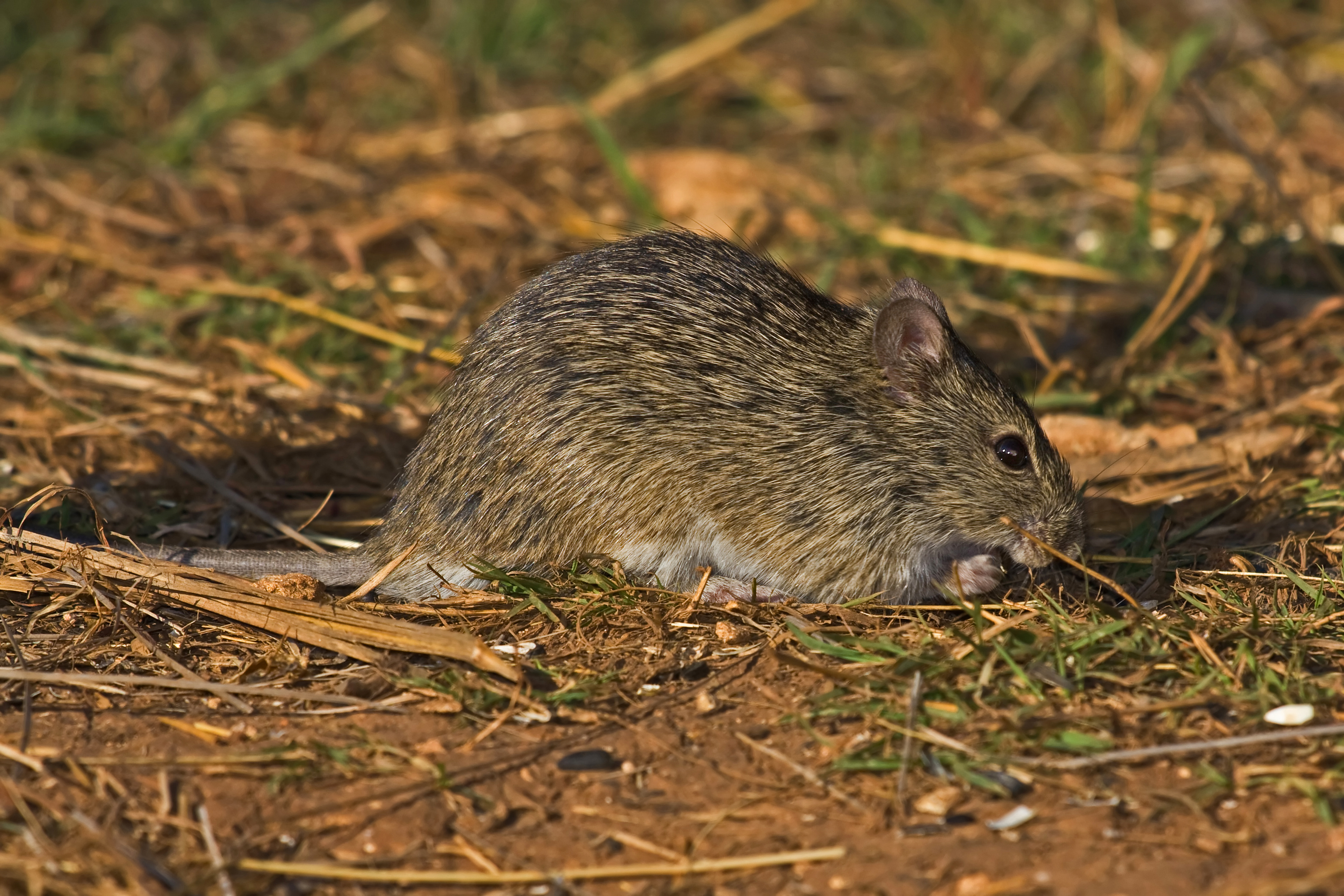

## Các loài
Chi này gồm các loài:
- Phân chi Sigmodon
  - Sigmodon alleni
  - Sigmodon arizonae
  - Sigmodon fulviventer
  - Sigmodon hirsutus
  - Sigmodon hispidus
  - Sigmodon inopinatus
  - Sigmodon leucotis
  - Sigmodon mascotensis
  - Sigmodon ochrognathus
  - Sigmodon peruanus
  - Sigmodon planifrons
  - Sigmodon toltecus
  - Sigmodon zanjonensis
- Phân chi Sigmomys
  - Sigmodon alstoni